# Elisabeth Guttenberger
Elisabeth Guttenberger (Stuttgart, 6 de febrer de 1926 - 25 de març de 2024) va ser una supervivent de l'Holocaust alemanya i activista dels drets humans. D'origen sint, va sobreviure a l'holocaust romaní i va declarar als judicis d'Auschwitz de Frankfurt després d'haver estat internada al camp per a famílies gitanes.

## Biografia
Nascuda a Stuttgart el 6 de febrer de 1926, Guttenberger va viure a la seva ciutat natal fins al 1936. El seu pare, Josef Schneck, era comerciant d'instruments de corda antics. La seva mare, Sofie, volia una bona educació per als seus fills, matriculant-los a classes de música. Més tard va declarar que la seva educació li havia ajudat oferir-li oportunitats en oficines administratives a Auschwitz. Un cop Adolf Hitler va prendre el poder, a la seva família li va costar trobar oportunitats econòmiques a causa dels estrictes criteris racials. La família es va traslladar a Múnic el 1936. No va poder assistir a l'escola secundària i es va veure obligada a abandonar el seu aprenentatge en l'àmbit de la pastisseria a causa de la intervenció de la Gestapo i, en canvi, va ser reclutada per treballar en una fàbrica de municions.
El 16 de desembre de 1942, el règim nazi va decretar que tots els gitanos que encara vivien dins del territori alemany havien de ser deportats a Auschwitz amb l'objectiu de dur a terme un extermini complet. La família de Guttenberger va ser detinguda a Múnic el 8 de març de 1943 i deportada a Auschwitz vuit dies després, on va rebre el número de presonera Z 3991. El camp estava format per 32 estables amb lliteres de tres pisos, amb fins a mil presoners amuntegats a cada estable.
Va ser l'únic membre de la seva família que va sobreviure a l'internament, després d'haver assabentat de la mort del seu pare després de la seva llibertat. Va ser traslladada a Ravensbrück l'1 d'agost de 1944 abans de ser enviada a Flossenbürg. El camp va ser tancat el 15 d'abril de 1945 i els presoners van ser enviats en una marxa de la mort a Marienbad. Va ser alliberada per les tropes nord-americanes a finals d'abril de 1945.
Després de la guerra, Guttenberger va anar a declarar en els judicis de Frankfurt, que van tenir lloc entre 1963 i 1965. Tot i que no va poder assistir al judici, el seu testimoni va ser llegit pel jutge instructor Heinz Düx, davant la cort del districte de Pforzheim. No obstant això, el tribunal no va trobar el seu testimoni concloent. Després dels judicis, va declarar regularment a la commemoració de l'edifici del Reichstag a Berlín, sobretot en el 50è aniversari del "decret d'Auschwitz" el 1992. També va parlar a l'obertura del Centre de Documentació i Cultural dels Sinti i els Gitanos alemanys el 1997. El 2 d'agost de 2014, Olga Grjasnowa va llegir el seu testimoni en un acte organitzat pel Memorial als jueus assassinats d'Europa, que va tenir lloc al Memorial a les víctimes sinti i gitanes del nacionalsocialisme.
El març de 2008, un Stolperstein amb els noms dels membres de la família de Guttenberger es va col·locar fora de la seva antiga casa a Stuttgart. El grup organitzador va rebre el premi Alfred Hausser de l'Associació de Perseguits del Règim Nazi – Federació d'Antifeixistes i va ser present a l'acte de lliurament de premis.
Elisabeth Guttenberger va morir el 25 de març de 2024, a 98 anys.